# Isaac Kaliati
Isaac Kaliati (8 aprile 1998) è un calciatore malawiano, attaccante dei Mighty Wanderers e della nazionale malawiana.

## Carriera

### Club
Ha giocato in patria con Tigers FC e Mighty Wanderers.

### Nazionale
Ha esordito con la Nazionale malawiana il 6 luglio 2015, a 17 anni.